# Vidal
Vidal, właśc. Sylvio Vidal Leite Ribeiro (ur. 1 października 1896 w Rio de Janeiro) – piłkarz brazylijski grający na pozycji środkowego obrońcy.
Całą piłkarską karierę Vidal spędził w klubie Fluminense FC, w którym występował w latach 1913–1921.
Największymi sukcesem w karierze klubowej Vidala było trzykrotne zdobycie mistrzostwa Stanu Rio de Janeiro – Campeonato Carioca w 1917, 1918 i 1919 roku.
Vidal wziął udział w turnieju Copa América 1917, czyli drugich w dziejach oficjalnych mistrzostwach kontynentalnych. Brazylia zajęła trzecie miejsce, a Vidal zagrał we wszystkich trzech meczach z reprezentacją Argentyny, reprezentacją Urugwaju i reprezentacją Chile. Były to jego jedyne występy w reprezentacji Brazylii.